# Susanne Branner
Susanne Branner Jespersen (født 7. februar 1973)  er en dansk debattør og sekretariatschef i LGBT+ Danmark.
Hun er uddannet antropolog fra Københavns Universitet, og var frem til sin ansættelse som sekretariatschef i LGBT+ Danmark forperson for landsledelsen og ansat som projektleder i LGBT+ Danmark med ansvar for foreningens internationale arbejde.
I sin rolle som sekretariatschef for LGBT Danmark er Susanne Branner en aktiv debattør og meningsdanner i danske medier, hvor hun blandt andet har skrevet forskelsbehandling af  LGBT+ personer i sundhedsvæsnet, om behovet for særlige krisecentre for LBGT+ personer og debatteret transkønnede atleter ved de Olympiske lege og Deadline (tv-program).

## Eksterne links
- LGBT+ Danmark